# Onthophagus metriogonus
Onthophagus metriogonus là một loài bọ cánh cứng trong họ Bọ hung (Scarabaeidae).